# Edward Roche, 2.º Barão Fermoy
Edward FitzEdmund Burke Roche, 2.º Barão Fermoy (23 de maio de 1850 — 1 de setembro de 1920) foi um nobre irlandês.
Filho de Edmond Burke Roche, 1.º Barão Fermoy, ele desposou Cecila O'Grady (1855-1919), filha de Standish O'Grady, 3.º Visconde Guillamore e de Adelaide Blennerhassett, em 28 de maio de 1877. Eles tiveram uma filha:
- Hon. Ada Sybil Roche (1879-1944)

Quando Edward Burke Roche faleceu, seu título, Barão Fermoy, foi herdado por seu irmão mais novo, James Burke Roche. Sua filha Ada, a 14 de outubro de 1908, desposou Godfrey Nigel Everard Baring, com quem teve três filhos.